# UTC−08:00
UTC-8 ou Pacific Standard Time (sigle PST), est le fuseau horaire du Pacifique, en retard de 8 heures sur UTC.
On distingue en anglais le Pacific Standard Time (heure d'hiver), et le Pacific Daylight Time (heure d'été), un temps s'écrivant par exemple en anglais 6:40 AM PST ou PDT, selon que l'on est en heure d'hiver ou en heure d'été.

## Zones concernées[1]

### Toute l'année
UTC-8 est utilisé toute l'année dans les pays et territoires suivants :
- Canada :  Territoires du Nord-Ouest (uniquement Tungsten) ;
- France :  Île Clipperton ;
- Mexique :  Colima (uniquement l'île Clarion) ;
- Royaume-Uni :  Îles Pitcairn.

### Heure d'hiver (hémisphère nord)
Les zones suivantes utilisent UTC-8 pendant l'heure d'hiver (dans l'hémisphère nord) et UTC-7 à l'heure d'été :
- Canada :  Colombie-Britannique (en grande partie).
- États-Unis[2] :
  -  Californie ;
  -  Idaho (nord) ;
  -  Nevada (en grande partie) ;
  -  Oregon (en grande partie)[3] ;
  -  Washington.
- Mexique :  Basse-Californie.

### Heure d'hiver (hémisphère sud)
Aucune zone n'utilise UTC-8 pendant l'heure d'hiver (dans l'hémisphère sud) et UTC-7 à l'heure d'été.

### Heure d'été (hémisphère nord)
Les zones suivantes utilisent UTC-8 pendant l'heure d'été (dans l'hémisphère nord) et UTC-9 à l'heure d'hiver :
- États-Unis :  Alaska (sauf les îles Aléoutiennes)[4].

### Heure d'été (hémisphère sud)
Aucune zone n'utilise UTC-8 pendant l'heure d'été (dans l'hémisphère sud) et UTC-9 à l'heure d'hiver.

## Géographie
UTC-8 correspond en théorie à une zone dont les longitudes sont comprises entre 112,5° E et 127,5° E  et l'heure initialement utilisée correspondait à l'heure solaire moyenne du 120e méridien ouest.
Aux États-Unis et au Canada, le fuseau horaire est appelé Pacific Standard Time (heure standard du Pacifique, abrégé en PST).